# Graves (gruppo musicale)
I Graves sono un gruppo horror punk formato da Michale Graves e Dr. Chud dopo il loro abbandono dai Misfits.

## Storia
I Graves hanno registrato e prodotto un solo album, Web of Dharma, oltre a due demo, una prima ed una successiva al disco. Nessuno di questi due venne pubblicato ufficialmente, nonostante siano stati diffusi tra i fan. Le demo per Web Of Dharma furono registrate nel novembre 2001.
Nel settembre 2002, il gruppo si sciolse a causa di divergenze tra Michale e Dr. Chud. Michale formò allora un nuovo gruppo, i Gotham Road, Dr. Chud formò i Dr. Chud's X-Ward, Graham suonò per un breve periodo con i Let it Burn e Tom Logan entrò nei Professional Murder Music.

## Formazione
- Michale Graves - voce, chitarra
- Tom Logan - chitarra
- Left Hand Graham - basso
- Dr. Chud - batteria

## Lista tracce diWeb of Dharma
1. One Million Light Years From Her (conosciuta anche come Sucking Son)
2. So Don't You Know
3. Blackbird
4. Tell Me
5. Ophelia
6. Attack Of The Butterflies
7. Casket
8. Shoestring
9. Iridescent White Light